# Backward-Diode

Schaltzeichen

Die Backward-Diode (dt. Rückwärtsdiode, auch engl. „back diode“) ist eine Sonderform der Tunneldiode.

## Funktionsweise
Im Vergleich zur normalen Tunneldiode wurde der charakteristische Stromhöcker fast vollständig unterdrückt. Durch diese Eigenschaft hat die Backward-Diode einen ca. 0,5 V breiten Bereich in der Strom-Spannungs-Kennlinie, in dem sie einen nahezu konstanten Strom aufweist, der als Sperrstrom interpretiert werden kann. Zu beachten ist, dass das Kennlinienbild gegenüber der üblichen Darstellung bei der Tunneldiode um 180° gedreht ist.
Die Backward-Diode wird also in umgekehrter Richtung betrieben, daher auch ihr Name. Der fast flache Kennlinienbereich bis zu einer Spannung von etwa 0,5 V wird als Sperrbereich genutzt. Danach geht die Kennlinie wieder in den exponentiellen Verlauf einer normalen Diode über. Die Backward-Diode hat eine niedrige Durchlassspannung (niedriger Innenwiderstand) und weiterhin die hohe Geschwindigkeit der ursprünglichen Tunneldiode.
Ihr Einsatzgebiet war vor allem die Hochfrequenztechnik. Verwendet wurde sie hier als Gleichrichter, in Mischerschaltungen oder in Hüllkurvendemodulatoren bei kleinen Signalpegeln. Durch die Entwicklung alternativer aktiver Halbleiterbauelemente der Hochfrequenztechnik ist die Bedeutung der Backward-Diode fast völlig verloren gegangen und sie ist daher nur noch schwer erhältlich.

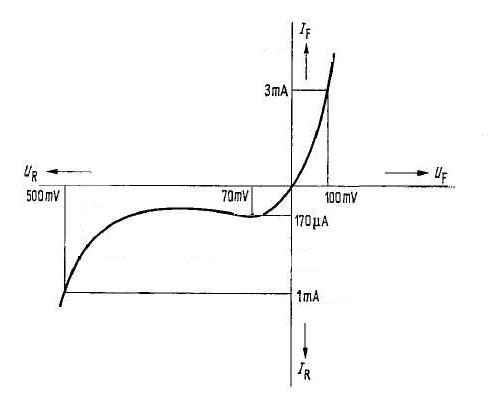
Beispielkennlinie einer Backward-Diode
Banddiagramme einer Backward-Diode bei verschiedenen extern angelegen Spannungen. Man sieht im rechten Bild, dass die Bänder zunächst stark verbogen werden und den Stromfluss behindern. Erhöht man die Spannung weiter, überlappen die Energieniveaus von Leitungs- und Valenzband auf engem Raum und Ladungsträger können durch „tunneln“ von einem Band ins andere fließen.